# Chenacidiella bangaloriensis
Chenacidiella bangaloriensis är en tvåvingeart som beskrevs av Kapoor och Agarwal 1978. Chenacidiella bangaloriensis ingår i släktet Chenacidiella och familjen borrflugor. Inga underarter finns listade i Catalogue of Life.